# Coulsdon
Coulsdon (/kuːlzdən/, tradizionalmente pronunciato /koʊlzdən/) è un insediamento della parte meridionale del distretto londinese di Croydon, compresa tra circa 20 e 21 km da Charing Cross.